# Niemojewo (powiat inowrocławski)
Niemojewo – wieś w Polsce położona w województwie kujawsko-pomorskim, w powiecie inowrocławskim, w gminie Dąbrowa Biskupia.

## Podział administracyjny
W latach 1975–1998 miejscowość należała administracyjnie do województwa bydgoskiego.

## Demografia
W roku 1827 mieszkało tu 129 osób. Według Narodowego Spisu Powszechnego (III 2011 r.) wieś liczyła 23 mieszkańców

## Historia wsi

### Stulecia XV i XVI
W XV wieku wieś należała do rodziny Kościeleckich. W roku 1490 wieś ta była przedmiotem sporu między 2 braćmi z tej rodziny, Mikołajem i Andrzejem. Między rokiem 1526, a 1530 urodził się tu Jan Niemojewski, sędzia ziemski inowrocławski, później znany z działalności w zborze braci polskich w Lublinie. W XVI wie]u, przez kilka lat mieszkał tu Marcin Czechowic. W roku 1583 właścicielem wsi był Mikołaj Niemojewski. 

### Wiek XIX
W 1827 we wsi było 8 domów, w których mieszkało 129 osób. Wszyscy mieszkańcy wsi byli wówczas wyznania katolickiego, a z ogólnej liczby mieszkańców 72 (ponad 55%) było analfabetami. Majątek Niemojewo miał w tym czasie powierzchnię 2678 mórg. W 1859 roku odbył się ślub Zygmunta Wilkońskiego z Lucyną Kozłowską. Od tej chwili dr Zygmunt Wilkoński (założyciel Solanek) stał się właścicielem majątku Niemojewo. W roku 1867 majątek został oddany p. Ulatowskiemu, jako część zapłaty za dobra Racice i Baranowo (Gazeta Toruńska Nr 221, 24 września 1867).